# Nevermore (festmény)
A Nevermore (Soha már) Paul Gauguin festménye, amely a londoni Courtauld Gallery gyűjteményének része.

## Keletkezése
A fekvő aktot ábrázoló képet 1897 februárjában, Tahitin tett második, utolsó útján festette Gauguin. A fehér európai férfi közönségnek szánt, érzéki, fekvő aktnak hosszú művészi hagyománya volt már akkor, de Gauguinnak sikerült a régi témát egzotikummal fűszereznie, ahogy egy barátjának írta, „bizonyos régen eltűnt barbár luxussal” felruháznia. A nyugtalanító képen egyszerre jelenik meg a szépség és az erotika, valamint a kényelmetlenség érzete. A fiatal lány nem pihen az ágyon, hanem inkább aggodalmasan figyel a háttérben, gonosz szellemként feltűnő rejtélyes alakokra és madárra. A modell Gauguin 15 éves szeretője, Pahura volt.
A festmény emlékeztet Édouard Manet Olympia című aktjára, amelyet Gauguin csodált, de a figurát övező folyamatos, tiszta kontúrvonal elüt az impresszionista mesterek ecsetkezelésétől.
A festmény címe Edgar Allan Poe A holló című versére utal. A madár berepül a vers alanyának szobájába, aki beleőrül kedvese elvesztésébe, és mindenre, amit a fiatalember felvet, egyetlen szóval válaszol: nevermore (soha már). Az értelmezést erősíti az ablak mögötti szegélyen ülő madár is. Gauguin egy levelében más magyarázatot adott a madárnak, amely szerint az nem Poe hollója, hanem „az ördög figyelő madara”.
Az A hollóból áradó veszteségérzés esetleg megfeleltethető Gauguin illúzióvesztésének, amit az okozott, hogy felismerte, Tahiti nem az általa várt érintetlen paradicsom, mert a francia gyarmatosítók tönkretették egykori kultúráját. Ez azonban nem akadályozta meg a művészt abban, hogy maga is éljen a gyarmatosítók előjogával, és tizenéves lányokat vegyen maga mellé ágyasnak.A festmény Samuel Courtauld ajándékaként, 1932-ben került a galéria gyűjteményébe.